# Liste bekannter Mittelalterarchäologen
In dieser Liste werden Mittelalterarchäologen inklusive Archäologie des frühen Mittelalters/der Merowingerzeit, die traditionell zur Ur- und Frühgeschichte gerechnet werden geführt. Aufgenommen werden Personen, die für dieses Fach habilitiert wurden, als Autoren relevant sind oder andere bedeutende Beiträge zur Archäologie des Mittelalters geleistet haben. Am Ende der regulären Liste findet sich eine weitere Liste von Personen, die in nichtwissenschaftlichen Funktionen, etwa als Sammler oder Autodidakten, Bedeutendes für das Fach geleistet haben.

## Liste

### A
- Horst Adler (Österreicher, * 1941)
- Hans Andersson (Schwede, * 1936)
- Anders Andrén (Schwede)
- Gottfried Artner (Österreicher)
- Greta Arwidsson (Schwedin)
- Frédérique Audoin-Rouzeau (Französin, * 1957)
- Rolf d’Aujourd’hui (Schweizer)

### B
- Walter Bader (Deutscher, 1901–1986)
- Armand Baeriswyl (Schweizer, * 1962)
- Friedrich Behn (Deutscher, 1883–1970)
- Eduard Beninger (Österreicher, 1897–1963)
- Maurice Warwick Beresford (Brite, 1920–1987)
- Christel Bernard (Deutsche, * 1959)
- Martin Biddle (Brite, * 1937)
- Volker Bierbrauer (Deutscher, * 1940)
- Markus C. Blaich (Deutscher, * 1968)
- Mateusz Bogucki (Pole, * 1973)
- Horst Wolfgang Böhme (Deutscher, * 1940)
- Kurt Böhner (Deutscher, 1914–2007)
- Frederick Bligh Bond (Brite, 1864–1945)
- Hugo Borger (Deutscher, 1925–2004)
- Adriano Boschetti (Schweizer)
- Sebastian Brather (Deutscher, * 1964)
- Eric Breuer (Schweizer)
- Johann Gustav Gottlieb Büsching (Deutscher, 1783–1829)

### C
- Johan Callmer (Schwede/Deutscher, * 1945)
- Rainer Christlein (Deutscher, 1940–1983)
- Silvia Codreanu-Windauer (Deutsche, * 1955)

### D
- Falko Daim (Österreicher, * 1953)
- Hermann Dannheimer (Deutscher, 1929–2020)
- Georges Descoeudres (Schweizer, * 1946)
- Anton Distelberger (Österreicher)
- Peter Donat (Deutscher, * 1934)
- Otto Doppelfeld (Deutscher, 1907–1979)

### E
- Ingolf Ericsson (Schwede, * 1951)

### F
- Alfred Falk (Deutscher)
- Günter P. Fehring (Deutscher, 1928–2020)
- Sabine Felgenhauer-Schmiedt (Österreicherin)
- Thomas Förster (Deutscher, * 1966)
- Riccardo Francovich (Italiener, 1946–2007)
- Fritz Fremersdorf (Deutscher, 1894–1983)
- Herwig Friesinger (Österreicher, * 1942)

### G
- Éva Garam (Ungarin, 1939–2023)
- Paul Grimm (Deutscher, 1907–1993)
- Eike Gringmuth-Dallmer (Deutscher, * 1942)
- Gabriel Gustafson (Schwede, 1853–1915)
- Daniel Gutscher (Schweizer)

### H
- Uta Halle (Deutsche, * 1956)
- Günther Haseloff (Deutscher, 1912–1990)
- Karl Hauck (Deutscher, 1916–2007)
- Georg Hauser (Deutscher, 1946–2024)
- Andreas Heege (Deutscher, * 1957)
- Imre Henszlmann (Ungare, 1813–1888)
- Joachim Herrmann (Deutscher, 1932–2010)
- Otto von Hessen (Deutscher, 1937–1998)
- Hermann Hinz (Deutscher, 1916–2000)
- Ronald Hirte (Deutscher)
- Richard Hodges (Brite, * 1952)
- Kurt Horedt (Rumäne, 1914–1991)
- Fritz Horst (Deutscher, † 1990)
- John Hurst (Brite, 1927–2003)

### I
- Gabriele Isenberg (Deutsche, * 1943)

### J
- Herbert Jankuhn (Deutscher, 1905–1990)
- Walter Janssen (Deutscher, 1936–2001)

### K
- Jörg Kleemann (Deutscher, * 1962)
- Stefan Krabath (Deutscher, * 1969)
- Martin Krenn (Österreicher, * 1963)
- Jürgen Kunow (Deutscher, * 1953)

### L
- Achim Leube (Deutscher, * 1936)
- Andreas Lippert (Österreicher, * 1942)
- Hans Losert (Deutscher, * 1956)
- Babette Ludowici (Deutsche, 1963–2024)

### M
- Gabriella Maetzke (Italienerin, 1946–2003)
- Max Martin (Schweizer, 1939–2016)
- Peter Megaw
- Thomas Meier (Deutscher, * 1966)
- Zdeněk Měřínský (Tscheche, 1948–2016)
- Werner Meyer (Schweizer, * 1937)
- Herbert Mitscha-Märheim (Österreicher, 1900–1976)
- John Moreland (Brite)

### N
- Margit Nagy (Ungarin, * 1945)

### O
- Julia Obladen-Kauder (Deutsche, * 1957)
- Judith Oexle (Deutsche, * 1956)
- Claus Rohden Melin (Däne, * 1974)

### P
- Bernd Päffgen (Deutscher, * 1961)
- Peter Paulsen (Deutscher, 1902–1985)
- Hans-Werner Peine (Deutscher)
- Jean-Marie Pesez (Franzose, 1929–1998)
- Kai Thomas Platz (Deutscher, * 1965)
- Kasimir Popkonstantinow (Bulgare, * 1942)

### Q
- Dieter Quast (Deutscher)

### R
- Udo Recker (Deutscher, * 1967)
- Heinrich Rempel (Deutscher, 1901–1978)
- Ralph Röber (Deutscher)
- Helmut Roth (Deutscher, 1941–2003)
- Eva Roth Heege (Schweizerin, * 1963)
- Fred Ruchhöft (Deutscher, * 1971)
- Matej Ruttkay (Tschechin)

### S
- Walter Sage (Deutscher, 1930–2017)
- Markus Sanke (Deutscher)
- Franz Sauer (Österreicher)
- Kurt Schietzel (Deutscher, * 1933)
- Erwin Schirmer (Deutscher)
- Michael Schmauder (Deutscher)
- Volker Schmidt, gen. auch Rethra-Schmidt (Deutscher, 1942–2002)
- Karl Schmotz (Deutscher, * 1949)
- Manfred Schneider (Deutscher)
- Barbara Scholkmann (Deutsche, * 1941)
- Rainer Schreg (Deutscher, * 1969)
- Ewald Schuldt (Deutscher, 1914–1987)
- Sven Schütte (Deutscher, * 1953)
- Walter Selzer (Deutscher)
- Hans Rudolf Sennhauser (Schweizer, * 1931)
- Jean Baptiste Louis Georges Seroux d’Agincourt (Franzose, 1730–1814)
- Haakon Shetelig (Norweger, 1877–1955)
- Georg Spitzlberger (Deutscher, 1931–2021)
- Harald Stadler (Österreicher, * 1959)
- Jörn Staecker (Deutschland, 1961–2018)
- Otto Stamm (Deutschland, 1915–1979)
- Eva Stauch (Deutsche)
- Frauke Stein (Deutsche, 1936–2023)
- Hans-Georg Stephan (Deutscher, * 1950)
- Heiko Steuer (Deutscher, * 1939)
- Hermann Stoll (Deutscher, 1904–1944)
- Erik Szameit (Österreicher, * 1953)

### T
- Claudia Theune (Deutsche, * 1959)
- Endre Tóth (Ungar, * 1944)
- Carl L. Thunberg (Schwede, * 1963)

### U
- Matthias Untermann (Deutscher, * 1956)

### V
- Fred Vargas (Französin, * 1957)
- Walther Veeck (Deutscher, 1886–1941)
- Frans Verhaeghe (Belgier, * 1945)
- Hayo Vierck (1939–1989)

### W
- Konrad Weidemann (Deutscher, 1938–2010)
- Matthias Wemhoff (Deutscher, * 1964)
- Joachim Werner (Deutscher, 1909–1994)
- Thomas Westphalen (Deutscher, * 1957)
- Renata Windler (Schweizerin)

### Z
- Hans Zeiss (Deutscher, 1895–1944)
- Joachim Zeune (Deutscher, * 1952)
- Wolf Haio Zimmermann (Deutscher, * 1941)

## Amateure, Autodidakten und Dilettanten
- Alexandre Du Sommerard (Franzose, 1779–1842)